# Dryander National Park
Dryander National Park är en park i Australien. Den ligger i delstaten Queensland, omkring 920 kilometer nordväst om delstatshuvudstaden Brisbane.
Runt Dryander National Park är det mycket glesbefolkat, med 7 invånare per kvadratkilometer.. Närmaste större samhälle är Red Hill, omkring 13 kilometer sydväst om Dryander National Park.
I omgivningarna runt Dryander National Park växer i huvudsak städsegrön lövskog. Savannklimat råder i trakten. Genomsnittlig årsnederbörd är 1 584 millimeter. Den regnigaste månaden är februari, med i genomsnitt 422 mm nederbörd, och den torraste är oktober, med 17 mm nederbörd.